# Pierre-Raymond Villemiane
Pierre-Raymond Villemiane (Pineuilh, 12 maart 1951) is een voormalig Frans wielrenner. 

## Carrière
In 1975 won Villemiane de toenmalige amateurwedstrijd Prueba Villafranca de Ordizia als eerste niet-Spanjaard. Het jaar daarna verdiende hij een profcontract bij Gitane-Campagnolo. Villemaine bleef beroepswielrenner tot 1983.
In zijn eerste Ronde van Frankrijk won hij al de eerste etappe. Later wist hij nog twee etappes in de Tour te winnen. Samen met het Frans kampioenschap in 1980 waren dat ongetwijfeld de grootste overwinningen uit de loopbaan van Villemiane.
Hij won verder nog diverse andere etappes in kleinere Franse wielerrondes en de eindklassementen van de Ronde van de Tarn en de Route du Sud. Ook won hij twee eendaagse wedstrijden en diverse criteriums.

## Belangrijkste overwinningen
1975
Prueba Villafranca de Ordizia
1977
4e etappe Deel B Grand Prix du Midi Libre
1e etappe Ronde van Corsica
1e etappe Ronde van Frankrijk
3e etappe Ronde van de Limousin
1978
GP Ouest France-Plouay
1e etappe Deel B Ronde van de Tarn
Eindklassement Ronde van de Tarn
Route du Sud
1979
13e etappe Ronde van Frankrijk
1980
 Frans kampioen op de weg, Elite
Parijs-Camembert
1e etappe Ronde van de Tarn
1982
11e etappe Ronde van Frankrijk

## Resultaten in voornaamste wedstrijden
| Jaar | Ronde van Italië | Ronde van Frankrijk | Ronde van Spanje |
| ---- | ---------------- | ------------------- | ---------------- |
| 1976 |                  |                     |                  |
| 1977 |                  | 15e (1)             |                  |
| 1978 |                  | 31e                 |                  |
| 1979 |                  | 13e (1)             |                  |
| 1980 | 38e              | 70e                 |                  |
| 1982 |                  | 55e (1)             | 6e               |
| 1983 | 58e              |                     |                  |

| Jaar | Gent-Wevelgem | Luik-Bast.‑Luik | Parijs-Tours | Bretagne Classic |
| ---- | ------------- | --------------- | ------------ | ---------------- |
| 1976 |               |                 |              | Brons            |
| 1977 |               |                 | 16e          |                  |
| 1978 |               |                 |              | Goud             |
| 1979 | 88e           | 21e             | 38e          | 5e               |
| 1980 |               |                 |              |                  |
| 1982 |               |                 |              | 11e              |
| 1983 |               |                 |              | 4e               |

Wielerploegen van Pierre-Raymond Villemiane
Arbès · 
Bossis ·
Chalmel ·
Chassang ·
Dillen ·
Fussien ·
Guimard (tot 15/02) ·
Hinault · 
Leleu ·
Martin ·
Meslet ·
Mintkiewicz · 
Quilfen ·
Santy ·
Teirlinck ·
Van Impe ·
Vasseur ·
Villemiane
Arbès ·
Berland ·
Bossis ·
Chalmel ·
Chassang ·
Chaumaz ·
Cluzaud ·
Hinault · 
Meslet ·
Mintkiewicz · 
Moneyron ·
Perin ·
Quilfen ·
Teirlinck ·
Vasseur ·
Villemiane
Arbès ·
Becaas ·
Berland ·
Bernaudeau ·
Bertin ·
Bossis ·
Chalmel ·
Chassang ·
Chaumaz ·
Cluzaud ·
Didier ·
Hinault · 
Jacobs (tot 30/06) · 
Quilfen ·
Teirlinck ·
Villemiane ·
Vincendeau
Arbès ·
Becaas ·
Berland ·
Bernaudeau ·
Bertin ·
Chalmel ·
Chassang ·
Chaumaz ·
Cluzaud ·
Didier ·
Hinault · 
Le Guilloux ·
Quilfen ·
Villemiane ·
Vincendeau
Arbès ·
Becaas ·
Berland ·
Bernaudeau ·
Bertin ·
Bonnet ·
Chalmel ·
Chassang ·
Chaumaz ·
Cluzaud ·
Didier ·
Hinault  · 
Le Bris ·
Le Guilloux ·
Madiot ·
Quilfen ·
Villemiane ·
Vincendeau
Arbès ·
Becaas ·
Bérard ·
Bertin ·
Bonnet ·
Boyer ·
Didier ·
Gagnier ·
Hinault  · 
Le Bris ·
Le Guilloux ·
LeMond ·
Madiot ·
Poisson ·
Quilfen ·
Rodriguez ·
Vigneron ·
Villemiane